# یسپر اسکیبی
یسپر اسکیبی (اسپانیایی: Jesper Skibby‎؛ زادهٔ ۲۱ مارس ۱۹۶۴) دوچرخه‌سوار اهل دانمارک است.